# ドS刑事 桃栗三年柿八年殺人事件
『ドS刑事 桃栗三年柿八年殺人事件』（ドエスでか ももくりさんねんかきはちねんさつじんじけん）は、七尾与史による日本の推理小説。ドS刑事シリーズの第4弾。
著者は作品について、「ドS版『殺人の追憶』といった感じでしょうか。若き日のマヤのお父さんを手こずらせた得体の知れない連続殺人事件が現代によみがえり父娘二代にわたってからんできます。マヤも今回ばかりは本気モード、そしてマヤという名前の由来が哀しく切ない出来事とともに浮かび上がってきます」と紹介している。

## 登場人物
代官山脩介
階級は巡査。
黒井マヤ
警視庁捜査一課所属。階級は巡査部長。
浜田学
警視庁捜査一課殺人犯捜査第三係。階級は警部補。
渋谷浩介
警視庁捜査一課殺人犯捜査第三係係長。階級は警部。
飯島昭利
浜松中部警察署強行犯係。階級は警部補。
神田輝明
静岡県警捜査一課所属。階級は警部。
黒井篤郎
警察庁次長にして、黒井マヤの父親。